# 武装競走

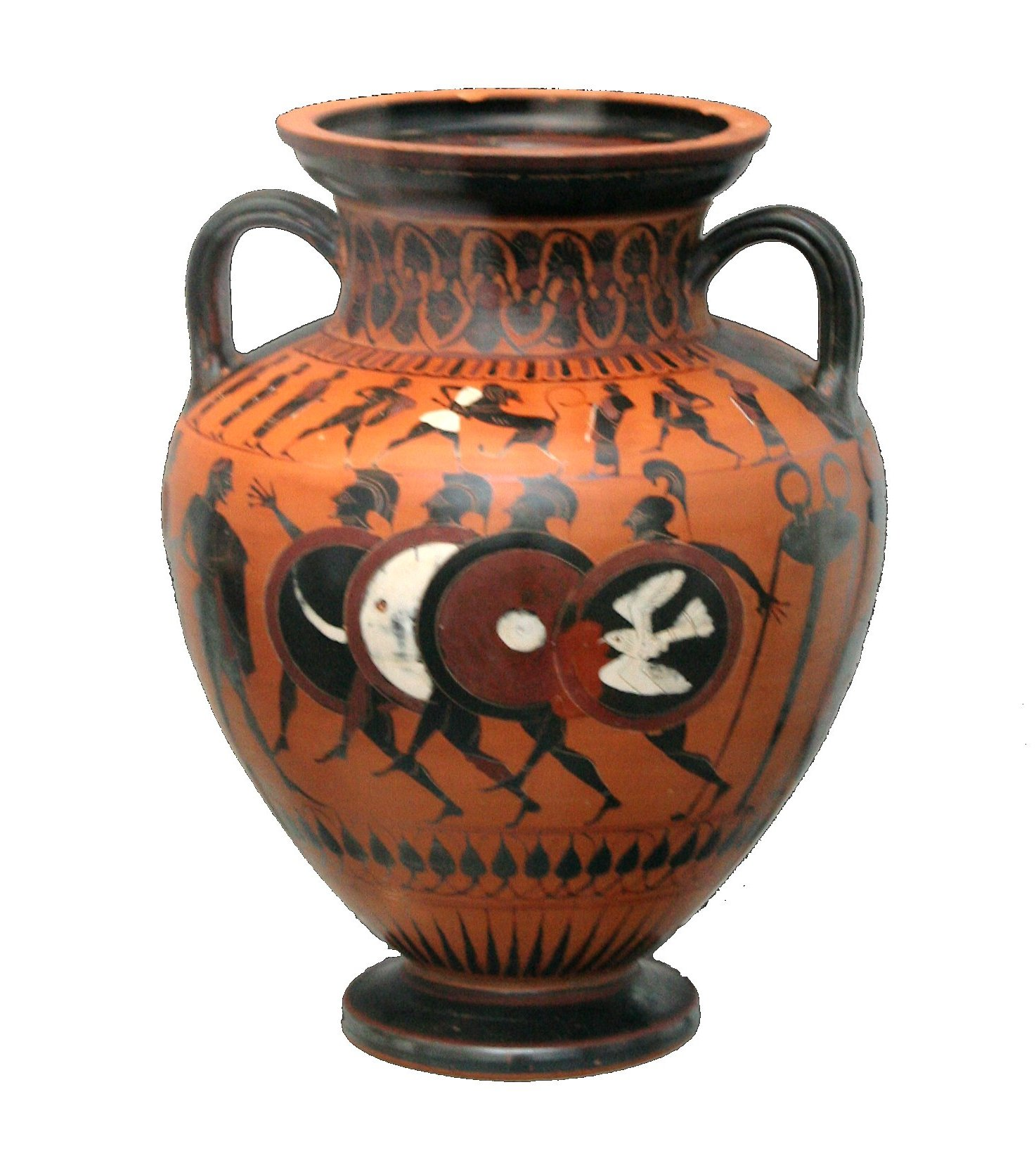
走る重装歩兵（前6世紀）

武装競走（ぶそうきょうそう、hoplitodromos）とは古代ギリシアで盾をもつなど武装して行われた陸上競技をいい、ホプリトドロモスと呼ばれた。古代オリンピックでは第65回大会（紀元前520年）から実施されるようになったもので、当初は兜をかぶり、丸い盾を手に、両足にすね当てをつけた姿で競技が行われた。のちに簡略化され、最終的には左手に盾をもつのみとなった。
パウサニアスは武装競走について重装歩兵としての軍事訓練を目的に作られたものとしている。 古代オリンピックでの距離はディアウロス走と同じ2スタディオン、ネメア競技大祭においては倍の4スタディオンであった。
著名な選手としてロドスのレオニダスがいる。

## 註
1. ↑  パウサニアス（飯尾都人訳）「ギリシア記」、龍溪書舎、1991年、pp.329-330.
2. ↑  フェレンス・メゾー（大島鎌吉訳）「古代オリンピックの歴史」、ベースボール・マガジン社、1973年、p.196.